# 파라과이의 대통령
파라과이의 대통령은 파라과이 행정부의 수반이다. 현재 파라과이의 대통령은 산티아고 페냐이다.

## 역대 대통령 이전 국가원수 (1811-1844)
| 대수 | 이름                                                                                    | 임기                               | 비고 |
| ---- | --------------------------------------------------------------------------------------- | ---------------------------------- | ---- |
| 1    | 베르나르도 데 벨라스코 호세 가스파르 로드리게스 데 프란시아 후안 발레리아노 데 제발로스 | 1811년 5월 16일 ~ 1811년 6월 17일  |      |
| 2    | 베르나르도 데 벨라스코 호세 가스파르 로드리게스 데 프란시아 후안 발레리아노 데 제발로스 | 1811년 5월 16일 ~ 1811년 6월 17일  |      |
| 3    | 베르나르도 데 벨라스코 호세 가스파르 로드리게스 데 프란시아 후안 발레리아노 데 제발로스 | 1811년 5월 16일 ~ 1811년 6월 17일  |      |
| 4    | 풀헨시오 예그로스                                                                       | 1811년 6월 17일 ~ 1813년 10월 13일 |      |
| 5    | 호세 가스파르 로드리게스 데 프란시아                                                    | 1813년 10월 13일 ~ 1814년 2월 12일 |      |
| 4    | 풀헨시오 예그로스                                                                       | 1814년 2월 12일 ~ 1814년 6월 12일  |      |
| 6    | 호세 가스파르 로드리게스 데 프란시아                                                    | 1814년 6월 12일 ~ 1814년 10월 3일  |      |
| 6    | 호세 가스파르 로드리게스 데 프란시아                                                    | 1814년 10월 3일 ~ 1816년 5월 30일  |      |
| 6    | 호세 가스파르 로드리게스 데 프란시아                                                    | 1816년 5월 30일 ~ 1840년 9월 20일  |      |
| 7    | 마누엘 오르티스                                                                         | 1840년 9월 20일 ~ 1841년 1월 21일  |      |
| 8    | 후안 호세 메디나 호세 가브리엘 베니테스 호세 캄포스                                     | 1841년 1월 21일 ~ 1841년 2월 9일   |      |
| 9    | 후안 호세 메디나 호세 가브리엘 베니테스 호세 캄포스                                     | 1841년 1월 21일 ~ 1841년 2월 9일   |      |
| 10   | 후안 호세 메디나 호세 가브리엘 베니테스 호세 캄포스                                     | 1841년 1월 21일 ~ 1841년 2월 9일   |      |
| 11   | 마리아노 로크 알론조                                                                    | 1841년 2월 9일 ~ 1841년 3월 12일   |      |
| 12   | 카를로스 로페스 마리아노 로크 알론조                                                    | 1841년 3월 12일 ~ 1844년 3월 13일  |      |
| 12   | 카를로스 로페스 마리아노 로크 알론조                                                    | 1841년 3월 12일 ~ 1844년 3월 13일  |      |

## 역대 대통령 (1844-현재)
| 대수                                   | 이름                                                    | 임기                                | 소속 정당  | 부통령                                              | 선거                                    | 비고 |
| -------------------------------------- | ------------------------------------------------------- | ----------------------------------- | ---------- | --------------------------------------------------- | --------------------------------------- | --- |
| 13                                     | 카를로스 로페스 †                                       | 1844년 3월 3일 ~ 1862년 9월 10일    | -          | -                                                   | -                                       | 10년, 3년, 10년 임기로 선출되었으나 마지막 임기 중 사망함.                                                                                                   |
| 14                                     | 프란시스코 솔라노 로페스 †                              | 1862년 9월 10일 ~ 1870년 3월 1일    | -          | -                                                   | -                                       | 대행, 10년 임기로 선출되었으나 삼국 동맹 전쟁 중 사망함. |
| 15                                     | 치릴로 안토니오 리바롤라 카를로스 로자가 호세 데 베도야 | 1869년 8월 15일 ~ 1870년 8월 31일   | -          | -                                                   | -                                       | 브라질 제국, 아르헨티나, 파라과이에서 1명씩 선출됨. |
| 16                                     | 치릴로 안토니오 리바롤라 카를로스 로자가 호세 데 베도야 | 1869년 8월 15일 ~ 1870년 8월 31일   | -          | -                                                   | -                                       | 브라질 제국, 아르헨티나, 파라과이에서 1명씩 선출됨. |
| 17                                     | 치릴로 안토니오 리바롤라 카를로스 로자가 호세 데 베도야 | 1869년 8월 15일 ~ 1870년 8월 31일   | -          | -                                                   | -                                       | 브라질 제국, 아르헨티나, 파라과이에서 1명씩 선출됨. |
| 18                                     | 파쿤도 마카친                                           | 1870년 8월 31일 ~ 1870년 9월 1일    | -          | -                                                   | -                                       | 대행으로 선출되었으나 하루만에 쿠데타로 경질됨. |
| 19                                     | 치릴로 안토니오 리바롤라                                | 1870년 9월 1일 ~ 1871년 11월 25일   | -          | -                                                   | -                                       | 대행 |
| 19                                     | 치릴로 안토니오 리바롤라                                | 1870년 11월 25일 ~ 1871년 12월 18일 | -          | 가이우스 밀토스 살바도르 요벨란스                   | 1870                                    | 임기 중 사퇴함. |
| 20                                     | 살바도르 요벨란스                                       | 1871년 12월 18일 ~ 1874년 11월 25일 | -          | -                                                   | -                                       | 대행. |
| 21                                     | 요한 바우티스타 지 †                                    | 1874년 11월 25일 ~ 1877년 4월 12일  | -          | 히기니오 우리가르                                   | 1874                                    | 임기 중 암살당함. |
| 22                                     | 히기니오 우리가르                                       | 1877년 4월 12일 ~ 1878년 11월 25일  | -          | -                                                   | -                                       | 대행. |
| 23                                     | 캔디디오 바레이로 †                                     | 1878년 11월 25일 ~ 1880년 9월 4일   | -          | 아돌포 세이거                                       | 1878                                    | 임기 중 사망함. |
| 24                                     | 베르나르디노 카바예로                                   | 1880년 9월 4일 ~ 1882년 11월 25일   | -          | -                                                   | -                                       | 대행으로 선출된 후 역임에 성공함. |
| 24                                     | 베르나르디노 카바예로                                   | 1882년 11월 25일 ~ 1886년 11월 25일 | -          | 후안 안토니오 하라                                  | 1882                                    | 대행으로 선출된 후 역임에 성공함. |
| 25                                     | 파트리시오 에스코바르                                   | 1886년 11월 25일 ~ 1890년 11월 25일 | 콜로라도당 | 호세 데 로사리오 미란다                             | 1886                                    | |
| 26                                     | 후안 괄 베르토 곤살레스                                 | 1890년 11월 25일 ~ 1894년 6월 9일   | 콜로라도당 | 마르코스 모리니고                                   | 1890                                    | 쿠데타로 경질됨. |
| 27                                     | 마르코스 모리니고                                       | 1894년 6월 9일 ~ 1894년 11월 25일   | 콜로라도당 | -                                                   | -                                       | 대행. |
| 28                                     | 후안 바우티스타 에우거스키아                            | 1894년 11월 25일 ~ 1898년 11월 25일 | 콜로라도당 | 파쿤도 옌판                                         | 1894                                    | |
| 29                                     | 에밀리오 에이스발                                       | 1898년 11월 25일 ~ 1902년 1월 9일   | 콜로라도당 | 안드레스 헥토르 카르발로                            | 1898                                    | 쿠데타로 경질됨. |
| 30                                     | 안드레스 엑토르 카르발로                                | 1902년 1월 9일 ~ 1902년 11월 25일   | 콜로라도당 | -                                                   | -                                       | 대행. |
| 31                                     | 후안 안토니오 에스 쿠라                                 | 1902년 11월 25일 ~ 1904년 12월 19일 | 콜로라도당 | 마누엘 도민게스                                     | 1902                                    | 쿠데타로 경질됨. |
| 32                                     | 후안 바우 티 스타 가오 나                               | 1904년 12월 19일 ~ 1905년 12월 19일 | 자유당     | -                                                   | -                                       | 대행으로 선출되었으나 이후 쿠데타로 경질됨. |
| 33                                     | 세실 리오 바에즈                                        | 1905년 12월 19일 ~ 1906년 11월 25일 | 자유당     | -                                                   | -                                       | 대행. |
| 34                                     | 베니 뇨 페레이라                                        | 1906년 11월 25일 ~ 1908년 7월 4일   | 자유당     | 에밀리아노 곤살레스 나베로                          | 1906                                    | 쿠데타로 경질됨. |
| 35                                     | 에밀리아노 곤살레스 나베로                              | 1908년 7월 4일 ~ 1910년 11월 25일   | 자유당     | -                                                   | -                                       | 대행. |
| 36                                     | 마누엘 곤드라                                           | 1910년 11월 25일 ~ 1911년 1월 17일  | 자유당     | 후안 바티스타 가오나                                | 1910                                    | 쿠데타로 경질됨. |
| 37                                     | 알비노 자라                                             | 1911년 1월 17일 ~ 1911년 7월 5일    | 자유당     | -                                                   | -                                       | 사실상 대통령이었으나 사임함. |
| 38                                     | 리베라 토마르 시알 로하스                               | 1911년 7월 5일 ~ 1912년 1월 14일    | 자유당     | -                                                   | -                                       | 대행으로 선출되었으나 이후 쿠데타로 경질됨. |
| 39                                     | 마르코스 카바예로 코다스 마리오 우슈레 알프레도 아폰테  | 1912년 1월 14일 ~ 1912년 1월 17일   | 무소속     | -                                                   | -                                       | 쿠데타로 인한 삼두정 수립. |
| 40                                     | 마르코스 카바예로 코다스 마리오 우슈레 알프레도 아폰테  | 1912년 1월 14일 ~ 1912년 1월 17일   | 무소속     | -                                                   | -                                       | 쿠데타로 인한 삼두정 수립. |
| 41                                     | 마르코스 카바예로 코다스 마리오 우슈레 알프레도 아폰테  | 1912년 1월 14일 ~ 1912년 1월 17일   | 무소속     | -                                                   | -                                       | 쿠데타로 인한 삼두정 수립. |
| 38                                     | 리베라 토마르 시알 로하스                               | 1912년 1월 17일 ~ 1912년 2월 28일   | 자유당     | -                                                   | -                                       | 대행으로 선출되었으나 이후 쿠데타로 경질됨. |
| 42                                     | 페드르 파블로 페냐                                      | 1912년 2월 28일 ~ 1912년 3월 22일   | 콜로라도당 | -                                                   | -                                       | 대행으로 선출되었으나 이후 쿠데타로 경질됨. |
| 35                                     | 에밀리아노 골살레스 나베로                              | 1912년 3월 22일 ~ 1912년 8월 15일   | 자유당     | -                                                   | -                                       | 대행. |
| 43                                     | 에두아르도 샤이어                                       | 1912년 8월 15일 ~ 1916년 8월 15일   | 자유당     | 페드로 보바딜라                                     | 1912                                    | |
| 44                                     | 마누엘 프랑코 †                                         | 1916년 8월 15일 ~ 1919년 6월 5일    | 자유당     | 호세 페드로 몬테로                                  | 1916                                    | 임기 중 사망함. |
| 45                                     | 호세 페드로 몬테로                                      | 1919년 6월 5일 ~ 1920년 8월 15일    | 자유당     | -                                                   | -                                       | 대행. |
| 36                                     | 마누엘 곤드라                                           | 1920년 8월 15일 ~ 1921년 10월 29일  | 자유당     | 펠릭스 파이바                                       | 1920                                    | 사임함. |
| 46                                     | 펠릭스 파이바                                           | 1921년 10월 29일 ~ 1921년 11월 7일  | 자유당     | -                                                   | -                                       | 대행으로 선출되었으나 이후 사임함. |
| 47                                     | 유세 비오 아얄라                                        | 1921년 11월 7일 ~ 1923년 4월 12일   | 자유당     | -                                                   | -                                       | 대행으로 선출되었으나 남북전쟁 중 사임함. |
| 48                                     | 엘리 지오 아얄라                                        | 1923년 4월 12일 ~ 1924년 3월 17일   | 자유당     | -                                                   | -                                       | 대행으로 선출되었으나 이후 사임함. |
| 49                                     | 루이스 알베르토 리아트                                  | 1924년 3월 17일 ~ 1924년 8월 15일   | 자유당     | -                                                   | -                                       | 대행. |
| 48                                     | 엘리 지오 아얄라                                        | 1924년 8월 15일 ~ 1928년 8월 15일   | 자유당     | 마누엘 부르고스                                     | 1924                                    | |
| 50                                     | 호세 파트 리시오 구기아리                               | 1928년 8월 15일 ~ 1931년 10월 25일  | 자유당     | 에밀리아노 곤살레스 나베로                          | 1928                                    | 탄핵됨. |
| 35                                     | 에밀리아노 곤살레스 나베로                              | 1931년 10월 25일 ~ 1932년 1월 27일  | 자유당     | -                                                   | -                                       | 대행. |
| 50                                     | 호세 파트 리시오 구기아리                               | 1932년 1월 27일 ~ 1932년 8월 15일   | 자유당     | 에밀리아노 곤살레스 나베로                          | -                                       | 탄핵에서 사면됨. |
| 47                                     | 유세 비오 아얄라                                        | 1932년 8월 15일 ~ 1936년 2월 17일   | 자유당     | 라울 카살 리베이로                                  | 1932                                    | 파라과이 2월 혁명으로 경질됨. |
| 51                                     | 라파엘 프랑코                                           | 1936년 2월 17일 ~ 1937년 8월 13일   | 군인       | -                                                   | -                                       | 쿠데타로 경질됨. |
| 46                                     | 펠릭스 파이바                                           | 1937년 8월 13일 ~ 1939년 8월 15일   | 자유당     | -                                                   | -                                       | 대행. |
| 52                                     | 호세 펠릭스 에스티가 리비아 †                           | 1939년 8월 15일 ~ 1940년 2월 18일   | 자유당     | 루이스 알베르토 리아트                              | 1939                                    | |
| 52                                     | 호세 펠릭스 에스티가 리비아 †                           | 1940년 2월 18일 ~ 1940년 9월 7일    | 자유당     | -                                                   | -                                       | 본인의 쿠데타 이후 사실상 대통령, 새로운 헌법에 따라 임기를 4년에서 5년으로 연장하고, 선거인단과 부통령직을 폐지하였다. 이후 임기 중 비행기 추락으로 사망함. |
| 53                                     | 히기니오 모리니고                                       | 1940년 9월 7일 ~ 1948년 6월 3일     | 무소속     | -                                                   | -                                       | 대행. |
| 53                                     | 히기니오 모리니고                                       | 1940년 9월 7일 ~ 1948년 6월 3일     | 무소속     | -                                                   | 1943                                    | 쿠데타로 경질됨. |
| 54                                     | 후안 마누엘 프루토스                                    | 1948년 6월 3일 ~ 1948년 8월 15일    | 콜로라도당 | -                                                   | -                                       | 대행. |
| 55                                     | 후안 나탈리시오 곤살레스                                | 1948년 8월 15일 ~ 1949년 1월 30일   | 콜로라도당 | -                                                   | 1948                                    | 쿠데타로 경질됨. |
| 56                                     | 라이 문도 롤론                                          | 1949년 1월 30일 ~ 1949년 2월 26일   | 콜로라도당 | -                                                   | -                                       | 대행으로 선출되었으나 이후 쿠데타로 경질됨. |
| 57                                     | 펠리페 몰라스 로페스                                    | 1949년 2월 26일 ~ 1949년 5월 14일   | 콜로라도당 | -                                                   | -                                       | 사실상 대통령 |
| 57                                     | 펠리페 몰라스 로페스                                    | 1949년 5월 14일 ~ 1949년 9월 11일   | 콜로라도당 | -                                                   | 1949                                    | 쿠데타로 경질됨. |
| 58                                     | 페데리코 차베스                                         | 1949년 9월 11일 ~ 1953년 8월 15일   | 콜로라도당 | -                                                   | -                                       | 대행. |
| 58                                     | 페데리코 차베스                                         | 1953년 8월 15일 ~ 1954년 5월 4일    | 콜로라도당 | -                                                   | 1953                                    | 쿠데타로 경질됨. |
| 공석 (1954년 5월 4일 ~ 1954년 5월 8일) |                                                         |                                     |            |                                                     |                                         | |
| 59                                     | 토마스 로베로 페레이라                                  | 1954년 5월 8일 ~ 1954년 8월 15일    | 콜로라도당 | -                                                   | -                                       | 대행. |
| 60                                     | 알프레도 스트로스너                                     | 1954년 8월 15일 ~ 1989년 2월 3일    | 콜로라도당 | -                                                   | 1954 1958 1963 1968 1973 1978 1983 1988 | 35년간 독재 이후 쿠데타로 경질됨. |
| 61                                     | 안드레스 로드리게스                                     | 1989년 2월 3일 ~ 1989 5월 15일      | 콜로라도당 | -                                                   | -                                       | 사실상 대통령 |
| 61                                     | 안드레스 로드리게스                                     | 1989년 5월 5일 ~ 1993년 8월 15일    | 콜로라도당 | -                                                   | 1989                                    | |
| 62                                     | 후안 카를로스 와스모시                                  | 1993년 8월 15일 ~ 1998년 8월 15일   | 콜로라도당 | 앙헬 세이프하트                                     | 1993                                    | |
| 63                                     | 라울 쿠바스 그라우                                      | 1998년 8월 15일 ~ 1999년 3월 28일   | 콜로라도당 | 루이스 마리아 아르가냐                              | 1998                                    | 파라과이인의 3월로 사임함. |
| 64                                     | 루이스 앙겔 곤살레스 마키                               | 1999년 3월 28일 ~ 2003년 8월 15일   | 콜로라도당 | 훌리오 세자르 프랑코                                | -                                       | 대행. |
| 65                                     | 니카노르 두 아르테                                      | 2003년 8월 15일 ~ 2008년 8월 15일   | 콜로라도당 | 루이스 알베르토 카스티 글리오니 프란시스코 오비에도 | 2003                                    | |
| 66                                     | 페르난도 루고                                           | 2008년 8월 15일 ~ 2012년 6월 22일   | 기독민주당 | 페데리코 프랑코                                     | 2008                                    | 탄핵됨. |
| 67                                     | 페데리코 프랑코                                         | 2012년 6월 22일 ~ 2013년 8월 15일   | 급진자유당 | 오스카 데니스                                       | -                                       | 대행. |
| 68                                     | 호라시오 카르테스                                       | 2013년 8월 15일 ~ 2018년 8월 15일   | 콜로라도당 | 후안 아파라 알리시아 푸체타                         | 2013                                    | |
| 69                                     | 마리오 아브도 베니테스                                  | 2018년 8월 15일 ~                   | 콜로라도당 | 우고 벨라스케스 모레노                              | 2018                                    | |